# Umowa inwestycyjna
Umowa inwestycyjna – kluczowy dokument w procesie inwestycji, regulujący cały przebieg inwestycji, jej cel, prawa i obowiązki stron. Zwykle też określa lub ogranicza sposoby dezinwestycji. W procesie inwestycyjnym podpisanie umowy inwestycyjnej zwykle poprzedza uzgodnienie i podpisanie term-sheet.
Główne elementy umowy inwestycyjnej to zwykle:
- określenie stron umowy (komparycja),
- przedmiot umowy,
- struktura właścicielska,
- warunki inwestycji,
- cena,
- warunki płatności,
- określenie zasad powoływania i składu organów spółki (zarządu, rady nadzorczej),
- zobowiązanie wspólników do dokonania określonych zmian w umowie spółki,
- ograniczenia, zobowiązania lub prawa wszystkich lub poszczególnych wspólników związane z konkurencją, zbyciem udziałów, pracą na rzecz spółki.

Wiele kluczowych postanowień umów inwestycyjnych nie jest regulowana ustawowo, jednak wykształciły się pewne typowe i często spotykane, szczególnie w umowach związanych z inwestycjami funduszy venture capital.
Najczęściej spotykane to:
- prawo pierwszeństwa,
- prawo przyciągnięcia,
- prawo przyłączenia,
- nakaz wyłączności operacyjnej,
- vesting,
- liquidation preference (uprzywilejowane wyjście kapitałowe),
- lock-up.